# Wuzhangyuan (köpinghuvudort i Kina, Shaanxi, lat 34,28, long 107,61)
Wuzhangyuan är en köpinghuvudort i Kina. Den ligger i provinsen Shaanxi, i den nordvästra delen av landet, omkring 120 kilometer väster om provinshuvudstaden Xi'an. Antalet invånare är 28 328. Befolkningen består av 13 544 kvinnor och 14 784 män. Barn under 15 år utgör 16,0 %, vuxna 15-64 år 76 %, och äldre över 65 år 6,0 %.
Runt Wuzhangyuan är det ganska tätbefolkat, med 67 invånare per kvadratkilometer. Närmaste större samhälle är Shoushan, 12,3 km öster om Wuzhangyuan. Trakten runt Wuzhangyuan består till största delen av jordbruksmark.
Genomsnittlig årsnederbörd är 730 millimeter. Den regnigaste månaden är september, med i genomsnitt 159 mm nederbörd, och den torraste är december, med 2 mm nederbörd.